# Bíró Zsuzsa
Bíró Zsuzsa (Budapest, 1933. június 16. – 2023. október 22.) Balázs Béla-díjas (1982) magyar dramaturg és forgatókönyvíró.

## Életpályája
Elsőre felvételt nyert a Színház- és Filmművészeti Főiskola dramaturg szakára, ahol 1956-ban szerzett diplomát. Már a diplomát megelőzően felvették a Filmgyárba és a Vígszínházba is. Első, dramaturgként jegyzett filmje Herskó János Vasvirág című filmje volt 1958-ban.
Pályafutása során közel 70 nagyjátékfilmnek volt a dramaturgja. Sándor Pál, Simó Sándor, Gárdos Péter, Szász Péter, Hodován Attila és Herskó János rendezők összes filmjének dramaturgja.
Az 1990-es évektől esszéírással is foglalkozott, rendszeresen publikált a Liget folyóiratban. Három kötete jelent meg: Mallarmé macskái (2002), Apák mozija (2006), Álom-rémület (2017). Legutóbbi könyve a Magyar Elektronikus Könyvtár gyűjteményében olvasható.
Gyermekei Kárpáti Jánossal való házasságából (–1972) Kárpáti András és Kárpáti Péter.

## Filmjei

### Dramaturgként
- Vasvirág (1958)
- Kálvária (1960)
- Esős vasárnap (1962)
- Hogy állunk, fiatalember? (1963)
- Párbeszéd (1963)
- Nem szoktam hazudni (1966)
- Büdösvíz (1966)
- Fiúk a térről (1967)
- Bohóc a falon (1967)
- Szeressétek Odor Emiliát! (1968)
- Szemüvegesek (1969)
- Pokolrév (1969)
- Sárika, drágám (1971)
- Kapaszkodj a fellegekbe! (1971)
- Madárkák (1971)
- Nyulak a ruhatárban (1972)
- A vőlegény nyolckor érkezik (1972)
- A törökfejes kopja (1973)
- Egy kis hely a nap alatt (1973)
- Csínom Palkó (1973)
- A dunai hajós (1974)
- Autó (1974)
- Déryné, hol van? (1975)
- Herkulesfürdői emlék (1976)
- Szépek és bolondok (1976)
- A csillagszemű (1977)
- Apám néhány boldog éve (1977)
- Teketória (1977)
- Szabadíts meg a gonosztól (1979)
- Bizalom (1980)
- Hogyan felejtsük el életünk legnagyobb szerelmét…? (1980)
- Ripacsok (1981)
- Szerencsés Dániel (1983)
- Felhőjáték (1983)
- A csoda vége (1983)
- Viadukt (1983)
- Valaki figyel (1985)
- Uramisten (1985)
- Idő van (1986)
- Szamárköhögés (1987)
- Tutajosok (1989)
- A hecc (1989)
- Meteo (1990)
- Melodráma (1991)
- Zsötem (1992)
- Európa kemping (1992)
- A Skorpió megeszi az ikreket reggelire (1992)
- Hoppá (1993)
- A részleg (1995)
- Haggyállógva, Vászka (1996)
- Franciska vasárnapjai (1997)
- Közel a szerelemhez (1999)
- Elveszett család (2001)
- Az igazi Mikulás (2005)

### Forgatókönyvíróként
- Ha egyszer 20 év múlva... (1964)
- Szevasz, Vera! (1967)
- Ismeri a szandi-mandit? (1969)
- N.N., a halál angyala (1970)
- A legszebb férfikor (1972)
- Régi idők focija (1973)
- Végül (1974)
- A szerelem bolondjai (1976)
- Csutak a mikrofon előtt (1977)
- Isten veletek, barátaim (1987)
- A Brooklyni testvér (1994)
- Showbálvány (2000)
- Az aranyember (2005)
- Magyar elsők (2005-2006)
- Arcok a homályból (2008)
- Tréfa (2009)
- Magyar világkarrierek (2010)

## Könyvei
- Mallarmé macskái; Liget Műhely Alapítvány, Bp., 2002 (Liget könyvek)
- Apák mozija; Liget Műhely Alapítvány, Bp., 2006 (Liget könyvek)

## Díjai
- Balázs Béla-díj (1982)
- 2003-as Magyar Filmszemle, életműdíj